# François Jacolin
François Jacolin missionnaire de la Plaine, né le 25 avril 1950 à Fontainebleau, est un prélat catholique français, évêque de Luçon depuis 2018, et administrateur apostolique du diocèse de La Rochelle de 2023 à octobre 2025.

## Biographie
Fils d'André Jacolin, agriculteur, président de l'Institut d'organisation scientifique du travail en agriculture, membre de l'Académie d'agriculture de France, et de Mme, née Catherine de Choin du Double, François Jacolin, deuxième d'une famille de six enfants, est né le 25 avril 1950 à Fontainebleau (Seine-et-Marne). Après avoir suivi sa scolarité au petit séminaire Saint-Louis du diocèse de Bourges, il a obtenu une maîtrise en lettres classiques à l'université de la Sorbonne. Il a ensuite enseigné à l’école Sainte-Marie de Bourges de 1972 à 1977.

### Formation
François Jacolin est entré au séminaire français de Rome pour le compte de l'archidiocèse de Bourges. Il est titulaire d'une licence canonique en théologie de l'Université pontificale grégorienne avec une spécialisation en théologie biblique.

### Principaux ministères
François Jacolin a été ordonné prêtre le 4 avril 1982 pour l'archidiocèse de Bourges. Il est membre de la congrégation des Missionnaires de la Plaine et de sainte Thérèse. Fondée en Vendée par le père Gabriel Martin, cette famille religieuse vit la spiritualité de sainte Thérèse de Lisieux. François Jacolin y a fait sa première profession le 4 août 1984 et sa profession perpétuelle le 30 septembre 1987.
Après avoir exercé différentes missions à Saint-Gaultier et à Châteauroux, il a été curé d'Argenton-sur-Creuse, Éguzon et Châteauroux.
Il a, en outre, été supérieur diocésain de la communauté des Missionnaires de la Plaine du Berry de 1996 à 2002.
À l'échelle du diocèse, il a été membre du service de catéchèse, chargé de la formation des laïcs en responsabilité, délégué pour le renouveau charismatique et aumônier des gens du voyage. Il a également été vicaire épiscopal chargé de la vie religieuse de 2003 à 2007.
Nommé évêque du diocèse de Mende le 16 janvier 2007 pour succéder à Robert Le Gall devenu archevêque de Toulouse, il a été consacré évêque le 18 mars 2007 par Guy Thomazeau, archevêque de Montpellier.
Le 29 mai 2018, il est nommé par le pape François évêque de Luçon.
Au sein de la Conférence des évêques de France, il est membre de la Commission épiscopale pour la mission universelle de l’Église, chargé des gens du Voyage, après avoir été, à ses débuts, membre du Conseil pour les questions familiales et sociales.
Le 22 juin 2023, tout en gardant sa charge d'évêque de Luçon, le pape François le nomme administrateur apostolique sede plena du diocèse de La Rochelle, à la suite de la remise temporaire de la charge de Georges Colomb du gouvernement pastoral du diocèse. Il cessera ces fonctions d'administrateur apostolique de La Rochelle le dimanche 19 octobre 2025 dans l'après midi, date d'installation de l'évêque coadjuteur Pierre-Antoine Bozo.

### Un évêque à hauteur d'homme
Cette section est promotionnelle ou publicitaire (juin 2023). Considérez son contenu avec précaution et/ou discutez-en.
« J'ai l'impression que son sourire veut dire qu'il nous aime. Et quand on est aimé, on se sent compris », témoignait en 2007 un prêtre de Lozère.
Homme de terrain plus qu'orateur ou communicant, humble et abordable, il est décrit comme un homme de concorde, simple et souriant, un pasteur proche des gens, ne comptant pas son temps : « un évêque à hauteur d’homme », résume une journaliste en mai 2021.
Arrivé à Luçon au cours de l'été 2018, il prend immédiatement en main la question des abus sexuels en Vendée (abus sur mineurs perpétrés principalement — mais pas exclusivement — entre les années 1950 et 1970, au petit séminaire de Chavagnes), recevant longuement et une à une chacune des victimes de Vendée souhaitant le rencontrer.

## Les signes distinctifs de l’évêque
Blason épiscopal
Pour François Jacolin, l’or et le rouge de la croix rappellent les couleurs du chapitre de la cathédrale de Mende et de l’Occitanie. Le soleil d’or sur fond d’azur et la colombe essorante (prenant son essor) dans la diagonale sont une allusion au passage de l’Histoire d’une âme où sainte Thérèse se compare à un petit oiseau qui, malgré sa faiblesse, étend les ailes avec confiance, attiré par le soleil divin. Le double cœur couronné et surmonté d’une croix évoque bien sûr la Vendée. Quant à la nef, elle représente l’Église de Luçon poussée par le vent de l’Esprit Saint.
Devise épiscopale
La devise de François Jacolin : « Par la confiance et l’amour » est tirée de la longue phrase qui clôt le dernier manuscrit, le manuscrit C, de l’autobiographie de sainte Thérèse de Lisieux, appelée Histoire d’une âme : « Oui je le sens, quand même j’aurais sur la conscience tous les péchés qui se peuvent commettre, j’irais, le cœur brisé de repentir, me jeter dans les bras de Jésus, car je sais combien Il chérit l’enfant prodigue qui revient à Lui. Ce n’est pas parce que le bon Dieu, dans sa prévenante miséricorde, a préservé mon âme du péché mortel que je m’élève à Lui par la confiance et l’amour. »

## Prises de position

### Droits des homosexuels
Dans une interview accordée à La Lozère Nouvelle le 2 novembre 2012, il déclarait, à propos du projet d’élargir le mariage aux personnes homosexuelles: « L’altérité homme et femme, dans l’égalité de leur dignité humaine, n’est pas une différence comme les autres qui pourrait être manipulée au gré d’opinions changeantes. Il faut prendre conscience des grandes perturbations pour chacun de nous et pour toute notre société que produirait l’instauration d’un prétendu mariage homosexuel (…). La différence homme-femme (…) est au fondement de toutes les relations interpersonnelles. À partir de la différence primordiale entre hommes et femmes, on apprend à se reconnaître (…) et, par voie de conséquence, à prendre harmonieusement sa place dans la communauté humaine en respectant chacun dans son altérité ».
Quant aux questions de filiation, liées à ce projet, il estime que « légaliser la manipulation de la biologie humaine et de la relation fondatrice de filiation pour programmer à l’avance qu’un enfant ne soit pas élevé par son père et sa mère constitue — je ne trouve pas d’autre mot — une perversion morale et sociale. Il ne s’agit pas là d’homophobie, mais de respect des fondements de l’humanité pour le bien de tous, y compris des personnes homosexuelles. »
Enfin, François Jacolin n'omet pas de rappeler que si la vérité est une exigence fondamentale pour tout chrétien, la miséricorde doit toujours l'accompagner : « l’engagement au service de la vérité de l’homme exige un grand courage sans compromis ni concession, mais il ne demande pas moins une grande vigilance pour nous garder de tout mépris et de toute haine à l’égard de ceux que nous sommes amenés à affronter. »

### Réaction à la dégradation d'un stand LGBT
En mai 2019, 12 étudiants (décrits comme "identitaires") de l'ICES sont filmés en train de saccager un stand de l'association LGBT85 lors de la Journée de la lutte contre l'homophobie et la transphobie. Plusieurs militants bénévoles se déclarent blessés,.
En tant qu'évêque de Luçon, François Jacolin est également le chancelier de l'ICES. Deux étudiants expulsés de l'Institut après cette action qu'ils reconnaîtront, vont alors écrire une lettre publique à François Jacolin pour lui demander d'atténuer cette sanction. Ce dernier estime alors que les sanctions sont « justifiées et proportionnées ».

### Avortement
« L'avortement est un sujet grave sur lequel il faut constamment éveiller les consciences ». (Jacolin, à l'occasion de la VIIe édition de la marche pour la vie, en janvier 2011).
Parmi les premiers évêques à apporter son soutien à cette manifestation, il affirmait en 2011 : « Il y a deux ans, lorsque j’ai apporté mon soutien à la marche, j’avais l’impression que le sujet était tabou entre évêques. Cela a évolué depuis. »
Cette même année, vingt-quatre évêques avaient apporté leur soutien à la marche pour la vie, dont trois ayant marché eux-mêmes avec les manifestants (près de 40 000).
Cette année-là, le secrétaire d'État du Vatican, le cardinal Bertone, avait transmis aux manifestants les encouragements du pape Benoît XVI « à contribuer avec constance et courage à instaurer une nouvelle culture de la vie ».

### Sortir aux périphéries
Quelques mois après sa nomination en tant qu'évêque en 2007, le style de François Jacolin pouvait surprendre. Avec des fidèles, il s'était rendu à la sortie du seul hypermarché de son diocèse pour aller à la rencontre des habitants et leur présenter l'Église. Une initiative missionnaire, « sans agressivité prosélyte ». L’initiative était venue de laïcs qui, à la suite du synode « La parole de Dieu et la mission de l'Église », désiraient sortir des sentiers battus et chercher la rencontre plus loin que le cercle des familiers de l’Église, dans la ligne de la lettre des évêques aux catholiques de France en 1999 « Proposer la foi dans la société actuelle ».

### Dialogue islamo-chrétien
De retour de la réunion de la conférence épiscopale à Lourdes en novembre 2007, il affirme que « le temps d une certaine naïveté en ce domaine est passé, et que le seul chemin évangélique est un dialogue respectueux, exigeant et persévérant. Ce dialogue demande beaucoup de lucidité et de courage. »

### Réaction face aux abus sexuels sur mineurs
Lorsqu'en 2010 — alors qu'éclate dans l'Église la crise des abus sexuels sur mineurs — Benoît XVI est attaqué de toutes parts (allant jusqu'à des appels à la démission), François Jacolin rappelle que celui-ci s'est affirmé comme le premier pape véritablement déterminé — depuis le début de son pontificat en 2005 — à mettre fin à une certaine culture du silence qui régnait jusque là au sein de l'Église (affirmant par ailleurs que celle-ci payait pour son propre péché, étant seule « responsable de la crise terrifiante » qu'elle traversait et que « la plus grande persécution de l'Église » venait d'elle-même), tout en prenant des mesures fermes, et qu'il a reçu et écouté personnellement de nombreuses victimes.
C'est à ce sujet que François Jacolin déclare en 2010 : « L'Église est ma famille. Il y a des actes des membres de la famille dont on n'est pas fier, mais ça reste notre famille. Et quand le père de famille est attaqué injustement, on a envie de le défendre ».
Évêque de Luçon depuis 2018, François Jacolin s’est attaché depuis son arrivée à faire la lumière sur ces affaires qui secouent l’histoire vendéenne de l’Église. Le 1er octobre 2021, il indique avoir recensé 74 victimes d'actes pédophiles depuis les années 1940, dont un grand nombre au sein du petit séminaire de Chavagnes.
« Les victimes souffrent de blessures inscrites à jamais dans leur corps et dans leur esprit. (…) Il est de mon devoir, un devoir de justice, de chercher avec tout le diocèse des chemins de repentance et de réparation qui les aideront à se reconstruire et aller de l’avant. (…) Nous devons tout mettre en œuvre pour que de telles abominations ne puissent pas se répéter dans notre diocèse ». 
« Il me revient de faire la vérité, d’agir en responsabilité et en conscience, au-delà du seul recueil des témoignages. Ces témoignages que j’ai recueillis m’encouragent par leur gravité à prendre mes responsabilités d’évêque. Les victimes méritent la reconnaissance de leurs souffrances. Notre Église a également besoin de faire la vérité pour s’accorder un nouveau souffle » (vœux de François François Jacolin, le 23 janvier 2020).
Le 23 octobre 2020 lors d'une conférence de presse, il prononce l'acte de repentance de l'Église catholique de Vendée :
« Au nom du diocèse de Luçon, la honte au cœur, je fais acte de repentance pour tous les faits de violences sexuelles commis contre des enfants par des prêtres du diocèse dans les décennies passées. Je reconnais le poids des souffrances inscrites à jamais dans le corps et le cœur des personnes victimes de violences sexuelles dans leur enfance au sein de notre Église. Je tiens à redire fortement que vous, victimes, étiez des enfants innocents sous l’emprise de personnes qui ont abusé de leur pouvoir spirituel, vous entrainant dans une spirale d’horreurs et de manipulations perverses pour assouvir leurs plus bas instincts. Je reconnais aussi les souffrances de votre entourage d’hier et d’aujourd’hui, en particulier celles de vos parents trahis par des hommes d’Église à qui ils avaient confié leur enfant. Je reconnais que certaines personnes à la tête du diocèse de Luçon ont manqué de lucidité, de courage et de sens de la justice devant de tels actes, aggravant ainsi les souffrances des enfants violentés et exposant d’autres enfants aux mêmes risques. Je veux chercher en toute vérité et justice un chemin de repentance et de réparation qui aidera les personnes victimes à avancer dans leurs vies d’hommes et de femmes meurtris, cette déclaration n’étant qu’une étape sur le chemin. Je compte engager d’autres actions pour que de tels actes ne se reproduisent plus. Avec l’ensemble du diocèse, je veux cultiver en permanence un esprit de vigilance pour protéger les enfants contre toutes sortes d’abus possibles : contre les abus de conscience, contre les abus de pouvoir spirituel et contre les violences sexuelles. J’ajoute enfin qu’une plaque-mémorial sera fixée à la cathédrale de Luçon pour que soit gardée vive la mémoire des souffrances des enfants victimes de ces faits odieux et tragiques de notre diocèse (…). »,.
Une déclaration saluée par le collectif des victimes, par la voix de Jean-Pierre Sautreau : « Nous n'avions pas fait cette demande, c'est lui, Monseigneur Jacolin, qui nous l'a proposé. La cathédrale de Luçon est très visitée. On est quand même là dans une démarche extrêmement symbolique, courageuse… et unique en France. […] Nous saluons ces actes de repentance, qui révèlent le courage d’un responsable de l’Église, qui a su voir la cruauté de ces actes. Après deux ans d’échange et de rencontres, c’est une avancée, une étape importante, sur le chemin vers la réparation,. »
Le dimanche 14 mars 2021, une nouvelle étape est franchie dans le travail de reconnaissance des actes de pédocriminalités d'hommes d'Église du diocèse de Luçon, avec le dévoilement d'une plaque mémorial dans la cathédrale de Luçon, en présence de près de 300 personnes, au cours d'une cérémonie liturgique de repentance. Celle-ci, initialement prévue pour le dimanche 22 novembre 2020, avait été décalée en raison des conditions sanitaires (Covid-19).
La plaque mémorial dévoilée au public se présente sous la forme d'une prière de repentance, rappelant à la fois les faits et demandant la reconnaissance des « souffrances inscrites à jamais dans le corps et dans le cœur des personnes qui ont été victimes. » La plaque est visible dans l'une des chapelles de la cathédrale. Il s'agit d'une première en France.
Dans le rapport de la CIASE (commission indépendante sur les abus sexuels dans l’Église), rendu public le 5 octobre 2021, le diocèse de Luçon est donné comme exemple (paragraphe 1144). Ses actions, — dont l'acte de repentance et l'apposition de la plaque dans la cathédrale — étant jugées « inspirantes » pour les autres diocèses.